# Dendrochirus brachypterus
Dendrochirus brachypterus là một loài cá biển thuộc chi Dendrochirus trong họ Cá mù làn. Loài này được mô tả lần đầu tiên vào năm 1829.

## Từ nguyên
Từ định danh brachypterus được ghép bởi hai âm tiết trong tiếng Hy Lạp cổ đại: brakhús (βραχύς; “ngắn”) và pterón (πτερόν; “vây, cánh”), hàm ý đề cập đến vây ngực tương đối ngắn so với Dendrochirus zebra, một loài được Georges Cuvier mô tả trước đó.

## Phân bố và môi trường sống
D. brachypterus có phân bố rộng rãi ở khu vực Ấn Độ Dương - Thái Bình Dương, từ bờ biển Ấn Độ và Sri Lanka về phía đông đến quần đảo Samoa và Tonga, ngược lên phía bắc đến bờ nam Nhật Bản, giới hạn phía nam đến đảo Lord Howe, phía bắc New Zealand và quần đảo Kermadec. Những ghi nhận của D. brachypterus ở quần đảo Hawaii nhiều khả năng là loài Dendrochirus barberi. Còn ghi nhận ở Tây Ấn Độ Dương của loài này đã được công nhận là một loài mới, tức Dendrochirus hemprichi.
D. brachypterus sống phổ biến trên đới mặt bằng rạn, đầm phá nông và nền cát phủ cỏ biển, được tìm thấy ở độ sâu đến ít nhất là 80 m.

## Mô tả
Chiều dài cơ thể lớn nhất được ghi nhận ở D. brachypterus là 17 cm. Cá có màu nâu đỏ lốm đốm với các vạch màu sẫm trên thân. Vây lưng, vây đuôi và vây hậu môn có các đốm đen nhỏ, vây ngực có các dải sọc. Đầu có nhiều điểm gai, nhưng ít hơn D. hemprichi.
Số gai ở vây lưng: 13; Số tia vây ở vây lưng: 9–10; Số gai ở vây hậu môn: 3; Số tia vây ở vây hậu môn: 5–7; Số tia vây ngực: 17–20 (ít khi là 20).

## Sinh thái
D. brachypterus là loài sống về đêm, ăn chủ yếu động vật giáp xác nhỏ. Cá trưởng thành thường thấy gần hải miên, còn cá con đôi khi hợp thành nhóm nhỏ (khoảng 10 cá thể) trên những mỏm san hô.

## Giá trị
D. brachypterus thường được sử dụng làm thực phẩm trong nghề đánh bắt thủ công mặc dù chúng là cá độc, cũng thường thấy trong các hoạt động thương mại cá cảnh.